# Liste der französischen Parlamentswahlen (3. Republik)
Während der Dritten Französischen Republik fanden 17 Parlamentswahlen statt. Bei der ersten Wahl wurde die Nationalversammlung gewählt, danach die Abgeordnetenkammer.

## Auflistung
| Datum                          | Wahlverfahren                        | Sitze | Stimmenstärkste Gruppe | Andere Parteien | Präsidenten des Ministerrats |
| ------------------------------ | ------------------------------------ | ----- | --- | --- | --- |
| 1871 8. Februar                | Mehrheitswahl Listenwahl 1 Wahlgang  | 638   | Orléanistes (Henri d'Orléans) 214 Légitimistes (Henri d’Artois) 182 Royalisten zusammen 396 | Gauche républicaine (Jules Grévy) 112 Union républicaine (Léon Gambetta) 38 Centre gauche und Libéraux (Jules Dufaure) 72 Bonapartistes (Eugène Rouher) 20 | Kabinett Trochu 4. September 1870 Kabinett Dufaure I 19. Februar 1871 Kabinett Dufaure II 18. Mai 1873 Kabinett Broglie I 24. Mai 1873 Kabinett Broglie II 26. November 1873 Kabinett Courtot de Cissey 22. Mai 1874 Kabinett Buffet 10. März 1875 |
| 1876 20. Februar 5. März       | Mehrheitswahl 2 Wahlgänge            | 533   | Gauche républicaine 149 Centre gauche 99 Union républicain 67 Extrême gauche 40 Républicains (Jules Dufaure) zusammen 355 | Bonapartistes 88 Légitimistes (Eugène Rouher) 45 Orléanistes und Konstitutionelle 41 Monarchistes zusammen (Louis Buffet) 86 Sonstige 4 | Kabinett Dufaure III 23. Februar 1876 Kabinett Dufaure IV 9. März 1876 Kabinett Simon 12. Dezember 1876 Kabinett Broglie III 17. Mai 1877 |
| 1877 14. Oktober 28. Oktober   | Mehrheitswahl 2 Wahlgänge            | 533   | Gauche républicaine 147 Union Républicain 73 Centre gauche 66 Extrême gauche 27 Républicains (Jules Dufaure) zusammen 313 | Bonapartistes (Eugène Rouher) 111 Légitimistes 56 Konstitutionelle und Royalisten 41 Monarchistes (Albert de Broglie) zusammen 97 | Kabinett Rochebouët 23. November 1877 Kabinett Dufaure V 13. Dezember 1877 Kabinett Waddington 4. Februar 1879 Kabinett Freycinet I 28. Dezember 1879 Kabinett Ferry I 23. September 1880 |
| 1881 21. August 4. September   | Mehrheitswahl 2 Wahlgänge            | 547   | Union républicaine 204 Gauche républicaine 168 Centre gauche 39 Républicains (Léon Gambetta) zusammen 411 | Monarchistes 46 (Albert de Broglie) Bonapartistes 44 (Georges-Eugène Haussmann) Union des droites zusammen 90 Radicaux socialistes 46 | Kabinett Gambetta 14. November 1881 Kabinett Freycinet II 30. Januar 1882 Kabinett Duclerc 7. August 1882 Kabinett Fallières 29. Januar 1883 Kabinett Ferry II 21. Februar 1883 Kabinett Brisson I 6. April 1885 |
| 1885 4. Oktober 18. Oktober    | Mehrheitswahl Listenwahl 2 Wahlgänge | 584   | Républicains opportunistes 200 Républicains progressistes 83 Gauche radicale 40 Républicains (Henri Brisson) zusammen 323 | Légitimistes 73 Bonapartistes 65 Monarchistes (Armand de Mackau) zusammen 138 Nationalisten 63 Radicaux Socialistes (Désiré Barodet) 60 | Kabinett Freycinet III 7. Januar 1886 Kabinett Goblet 16. Dezember 1886 Kabinett Rouvier I 30. Mai 1887 Kabinett Tirard I 12. Dezember 1887 Kabinett Floquet 3. April 1888 Kabinett Tirard II 22. Februar 1889 |
| 1889 22. September 6. Oktober  | Mehrheitswahl 2 Wahlgänge            | 576   | Union des gauches 214 Radicaux 126 Sozialisten 13 Républicains zusammen (Pierre Tirard) 353 | Boulangistes und Union des droites (Georges Boulanger) 206 Républicains progressistes 14 Sonstige 3 | Kabinett Freycinet IV 17. März 1890 Kabinett Loubet 27. Februar 1892 Kabinett Ribot I 6. Dezember 1892 Kabinett Ribot II 11. Januar 1893 Kabinett Dupuy I 4. April 1893 |
| 1893 20. August 3. September   | Mehrheitswahl 2 Wahlgänge            | 581   | Républicains de Gouvernement 242 Républicains progréssistes 30 Républicains zusammen (Jean Casimir-Perier) 272 | Radicaux 99 Gauche radicale 67 Radicaux zusammen (Georges Clemenceau) 166 Monarchistes (Albert de Mun) 88 Socialistes (Jules Guesde) 41 Nationalistes (Gustave Paul Cluseret) 14                                                                                                  | Kabinett Casimir-Perier 3. Dezember 1893 Kabinett Dupuy II 30. Mai 1894 Kabinett Dupuy III 1. Juli 1894 Kabinett Ribot III 26. Januar 1895 Kabinett Bourgeois 1. Dezember 1895 Kabinett Méline 28. April 1896 |
| 1898 8. Mai 22. Mai            | Mehrheitswahl 2 Wahlgänge            | 581   | Progressistes (Jules Méline) 232 | Radicaux (Henri Brisson) 183 Monarchistes (Albert de Mun) 92 Socialistes (Jules Guesde) 55 Nationalistes (Gustave Cluseret) 14 Sonstige 5 | Kabinett Brisson II 28. Juni 1898 Kabinett Dupuy IV 1. November 1898 Kabinett Dupuy V 18. Februar 1899 Kabinett Waldeck-Rousseau 22. Juni 1899 |
| 1902 27. April 11. Mai         | Mehrheitswahl 2 Wahlgänge            | 589   | Radicaux indépendants 129 Parti républicain, radical et radical-socialiste 104 Radicaux zusammen (Émile Combes) 233 | Progessistes (Alexandre Ribot) 127 Action libérale populaire (Jacques Piou) 89 Alliance républicaine démocratique (Pierre Waldeck-Rousseau) 62 Parti socialiste français 29 Parti socialiste de France 14 Sozialisten zusammen (Jean Jaurès) 43 Nationalistes (Paul Déroulède) 35 | Kabinett Combes 7. Juni 1902 Kabinett Rouvier II 24. Januar 1905 Kabinett Rouvier III 18. Februar 1906 Kabinett Sarrien 14. März 1906 |
| 1906 6. Mai 20. Mai            | Mehrheitswahl 2 Wahlgänge            | 585   | Parti républicain, radical et radical-socialiste (Ferdinand Sarrien) 132 Radicaux indépendants (Georges Clemenceau) 115 Alliance républicaine démocratique (Louis Barthou) 90 Socialistes indépendants (Aristide Briand) 20 Linksblock zusammen (Ferdinand Sarrien) 357 | Fédération républicaine (Alexandre Ribot) 78 Action libérale populaire (Jacques Piou) 66 Section française de l’Internationale ouvrière (Jean Jaurès) 54 Nationalistes (Paul Déroulède) 30                                                                                        | Kabinett Clemenceau I 25. Oktober 1906 Kabinett Briand I 24. Juli 1909 |
| 1910 24. April 8. Mai          | Mehrheitswahl 2 Wahlgänge            | 595   | Parti républicain, radical et radical-socialiste (Émile Combes) 261 Alliance républicaine démocratique (Louis Barthou) 66 Socialistes indépendants (Aristide Briand) 24 Radicaux indépendants (Georges Clemenceau) 1 zusammen 352                                       | Fédération républicaine (Alexandre Ribot) 131 Section française de l’Internationale ouvrière (Jean Jaurès) 75 Action libérale populaire (Jacques Piou) 30 Nationalistes (Paul Déroulède) 7                                                                                        | Kabinett Briand II 4. November 1910 Kabinett Monis 2. März 1911 Kabinett Caillaux 27. Juni 1911 Kabinett Poincaré I 14. Januar 1912 Kabinett Briand III 21. Januar 1913 Kabinett Briand IV 18. Februar 1913 Kabinett Barthou 22. März 193 Kabinett Doumergue I 2. Dezember 1913 |
| 1914 26. April 10. Mai         | Mehrheitswahl 2 Wahlgänge            | 602   | Parti républicain, radical et radical-socialiste (Gaston Doumergue) 192 Fédération républicaine (Alexandre Ribot) 88 Alliance républicaine démocratique (Louis Barthou) 77 Radicaux indépendants (Georges Clemenceau) 66 zusammen 423                                   | Section française de l’Internationale ouvrière (Jean Jaurès) 102 Action libérale populaire (Jacques Piou) 50 Parti républicain-socialiste (Aristide Briand) 26 Sonstige 1 | Kabinett Ribot IV 9. Juni 1914 Kabinett Viviani I 13. Juni 1914 Kabinett Viviani II 26. August 1914 Kabinett Briand V 29. Oktober 1915 Kabinett Briand VI 12. Dezember 1916 Kabinett Ribot V 20. März 1917 Kabinett Painlevé I 12. September 1917 Kabinett Clemenceau II 16. November 1917 |
| 1919 16. November 30. November | Gemischte Wahl 1 Wahlgang            | 613   | Fédération républicaine (Auguste Isaac) 183 Alliance républicaine démocratique (Louis Barthou) 107 Radicaux indépendants (Georges Clemenceau) 93 Action libérale populaire (Jacques Piou) 29 Bloc national zusammen 412                                                 | Parti républicain, radical et radical-socialiste (Édouard Herriot) 86 Section française de l’Internationale ouvrière (Paul Faure) 68 Parti républicain-socialiste (Aristide Briand) 26 Sonstige 21                                                                                | Kabinett Millerand I 20. Januar 1920 Kabinett Millerand II 18. Februar 1920 Kabinett Leygues 24. September 1920 Kabinett Briand VII 16. Januar 1921 Kabinett Poincaré II 15. Januar 1922 Kabinett Poincaré III 29. März 1924 |
| 1924 11. Mai 25. Mai           | Gemischte Wahl 1 Wahlgang            | 591   | Parti républicain, radical et radical-socialiste (Édouard Herriot) 139 Section française de l’Internationale ouvrière (Léon Blum) 104 Parti républicain-socialiste (Aristide Briand) 44 Cartel des gauches zusammen 287                                                 | Parti républicain démocratique et social (Raymond Poincaré) 133 Fédération républicaine (Auguste Isaac) 116 Parti communiste français (Pierre Semard) 26 Sonstige 29 | Kabinett François-Marsal 8. Juni 1924 Kabinett Herriot I 14. Juni 1924 Kabinett Painlevé II 17. April 1925 Kabinett Painlevé III 27. Oktober 1925 Kabinett Briand VIII 28. November 1925 Kabinett Briand IX 6. März 1926 Kabinett Briand X 15. Juni 1926 Kabinett Herriot II 19. Juli 1926 Kabinett Poincaré IV 23. Juli 1926                                                                            |
| 1928 22. April 29. April       | Mehrheitswahl 2 Wahlgänge            | 602   | Alliance démocratique (Raymond Poincaré) 180 Fédération républicaine (Louis Marin) 100 Parti Démocrate Populaire (Pierre de Chambrun) 24 Bloc national zusammen 304 | Parti républicain, radical et radical-socialiste (Édouard Herriot) 125 Section française de l’Internationale ouvrière (Léon Blum) 102 Parti républicain-socialiste (Aristide Briand) 60 Cartel des gauches zusammen 287 Parti communiste - SFIC (Louis Sellier) 11                | Kabinett Poincaré V 11. November 1928 Kabinett Briand XI 29. Juli 1929 Kabinett Tardieu I 3. November 1929 Kabinett Chautemps I 21. Februar 1930 Kabinett Tardieu II 2. März 1930 Kabinett Steeg 13. Dezember 1930 Kabinett Laval I 27. Januar 1931 Kabinett Laval II 13. Juni 1931 Kabinett Laval III 12. Januar 1932 Kabinett Tardieu III 20. Februar 1932                                             |
| 1932 1. Mai 8. Mai             | Mehrheitswahl 2 Wahlgänge            | 607   | Parti républicain, radical et radical-socialiste (Édouard Herriot) 160 Section française de l’Internationale ouvrière (Léon Blum) 132 Parti républicain-socialiste (Fernand Bouisson) 43 Cartel des gauches zusammen 335                                                | Alliance démocratique (André Tardieu) 121 Fédération républicaine (Louis Marin) 83 Parti Démocrate Populaire (Pierre de Chambrun) 49 Ligue républicaine nationale zusammen 253 Parti communiste - SFIC (Maurice Thorez) 10 Parti d’unité prolétarienne (Jean Garchery) 9          | Kabinett Herriot III 3. Juni 1932 Kabinett Paul-Boncour 18. Dezember 1932 Kabinett Daladier I 31. Januar 1933 Kabinett Sarraut I 26. Oktober 1933 Kabinett Chautemps II 26. November 1933 Kabinett Daladier II 30. Januar 1934 Kabinett Doumergue II 9. Februar 1934 Kabinett Flandin 8. November 1934 Kabinett Bouisson 1. Juni 1935 Kabinett Laval IV 7. Juni 1935 Kabinett Sarraut II 24. Januar 1936 |
| 1936 26. April 3. Mai          | Mehrheitswahl 2 Wahlgänge            | 610   | Section française de l’Internationale ouvrière 149 Parti républicain, radical et radical-socialiste 115 Parti communiste 72 Union socialiste républicaine 44 Parti d'unité prolétarienne 6 Front populaire (Léon Blum) zusammen 386                                     | Fédération républicaine 100 Alliance démocratique 82 Parti Démocrate Populaire 42 Droite parlementaire (Louis Marin) zusammen 224 | Kabinett Blum I 4. Juni 1936 Kabinett Chautemps III 29. Juni 1937 Kabinett Chautemps IV 18. Januar 1938 Kabinett Blum II 13. März 1938 Kabinett Daladier III 12. April 1938 Kabinett Daladier IV 11. Mai 1939 Kabinett Daladier V 13. September 1939 Kabinett Reynaud 22. März 1940 Kabinett Pétain I 16. Juni 1940                                                                                      |